# Namibische Faustballnationalmannschaft
Die namibische Faustballnationalmannschaft der Männer ist die vom namibischen Nationaltrainer getroffene Auswahl namibischer Faustballspieler. Sie repräsentiert die Fistball Association of Namibia auf internationaler Ebene bei Veranstaltungen der International Fistball Association. Sie ist die führende Faustballnationalmannschaft des afrikanischen Kontinents.
1967 gegründet hat die Faustballnationalmannschaft der Männer Namibias das erste Mal 1972 bei einer Faustball-Weltmeisterschaft teilgenommen. 1995 wurde die Faustball-Weltmeisterschaft in Windhoek ausgetragen.

## Internationale Erfolge
Die Männermannschaft hat bei zahlreichen Faustball-Weltmeisterschaften teilgenommen.
Südwestafrika
- 1972 in  Deutschland: 7. Platz (von 7)
- 1976 in  Brasilien: nicht teilgenommen
- 1979 in der  Schweiz: 6. Platz (von 8)
- 1982 in  Deutschland: 7. Platz (von 8)
- 1986 in  Argentinien: nicht teilgenommen

Namibia
- 1990 in  Österreich: 7. Platz (von 11)
- 1992 in  Chile: 7. Platz (von 10)
- 1995 in  Namibia: 6. Platz (von 10)
- 1999 in der  Schweiz: 6. Platz (von 12)
- 2003 in  Brasilien: 7. Platz (von 10)
- 2007 in  Deutschland: 8. Platz (von 12)
- 2011 in  Österreich: 8. Platz (von 12)
- 2015 in  Argentinien: 9. Platz (von 14)
- 2019 in der  Schweiz: 8. Platz (von 18)
- 2023 in  Deutschland: 10. Platz (von 16)
- 2027: teilnahmeberechtigt

## Team

### Aktueller Kader
Nominierter Kader (Stand März 2023) für die Faustball-Weltmeisterschaft 2023 in Deutschland.
- Karl Heinz Traut (CFC)
- Thilo Wilckens (CFC)
- Wilko Hoffmann (CFC)
- Helmo Minz (CFC)
- Rico Kühnle Kreitz (CFC)
- Olaf Beiter (SKW)
- Dieter Kebbel (SKW)
- Torben Winterbach (SFC)
- Florian Mosich (TSV Unterpfaffenhofen)
- Tristan Minz (TSV Unterpfaffenhofen)
- Gian Rudolph (MTV Vorsfelde)

### Trainerstab
- Trainer:  Andreas Minz
- Manager:  Christian Knobloch

## Nationaltrainer seit 1992
| Name               | von WM | bis WM | Anmerkungen, Erfolge                          |
| ------------------ | ------ | ------ | --------------------------------------------- |
| Hartmut Maus       | 1992   | 1995   | 6. Platz (WM 1995)                            |
| Harald Fülle       | 1999   | 2007   | 6. Platz (WM 1999)                            |
| Christian Schluep  | 2003   | 2011   | 7. Platz (WM 2003), 8. Platz (WM 2007 & 2011) |
| Stefan Grögli      | 2011   | 2011   | 8. Platz (WM 2011)                            |
| Christoph Kubirske | 2015   | 2015   | 9. Platz (WM 2015)                            |
| Stefan Grögli      | 2019   | 2022   | 8. Platz (WM 2019)                            |
| Andreas Minz       | 2023   |        | 10. Platz (WM 2023)                           |